# Château Kirwan
Le château Kirwan, est un domaine viticole de 37 hectares situé à Cantenac, dans le département de la Gironde. Produisant son principal vin sous l'appellation margaux, il est classé troisième grand cru dans la classification officielle des vins de Bordeaux de 1855. Il s'agit d'ailleurs du premier château classé dans la catégorie des troisièmes grands crus.

## Histoire

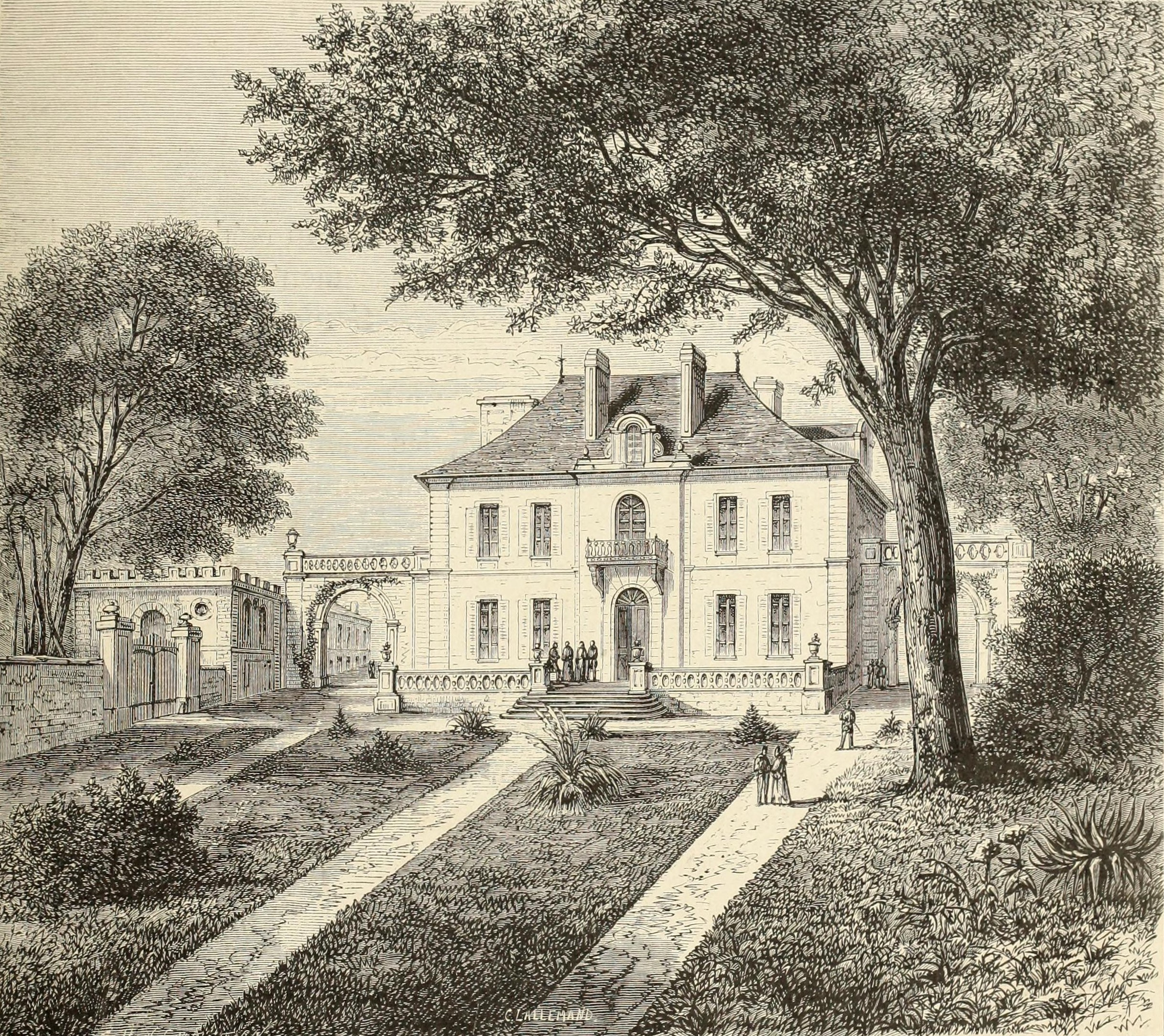
Illustration du Château Kirwan en 1838.

La fondation du domaine date du XVIIe siècle par la famille de la Salle. En 1751, François Renard de la Salle vend le domaine à Sir John Collingwood, négociant anglais de Bordeaux. Sa fille unique, Elizabeth Ann-Marie Collingwood, épouse quelques années plus tard un Irlandais de Galway installé dans la région, Mark Kirwan, qui devient propriétaire du domaine en 1760 et le développe dans la deuxième moitié du XVIIIe siècle. Mark Kirwan réunit les domaines de Lassalle et de Ganet pour former le périmètre de 16 hectares. En 1787, l'ambassadeur Thomas Jefferson (futur président des Etats-Unis) classe le vignoble de « Quirouen » au 2e rang et lui donne une reconnaissance outre-Atlantique.
En 1855, les courtiers de la place de Bordeaux, chargés de sélectionner les meilleurs échantillons du Médoc pour l'Exposition universelle ordonnée par Napoléon III, scellent le destin de Château Kirwan en le plaçant à la tête des troisièmes crus du Médoc lors du classement officiel.
Jean-Pierre Godard, chef d'une importante maison de commerce de Bordeaux, la Maison de Cognac Godard-frères, achète la propriété en 1855 ; son fils, Camille Godard (1823-1881), une des figures les plus connues de cette famille pour avoir été adjoint au maire de Bordeaux, dessine le célèbre parc qui fait face au château, en sacrifiant pour l'occasion 2 hectares de vignes touchées par le phylloxéra. Il dote également la propriété de 25 hectares supplémentaires, attenant au vignoble. À son décès en 1881, Godard lègue le domaine à la ville de Bordeaux qui s'en défait en 1925 au profit de la famille de négociants Schÿler. Dès lors, le domaine reste dans la famille qui, après des années difficiles entre 1918 et 1945, le restructure et lui redonne au cours de la 2e moitié du siècle son lustre d'antan.

## Terroir
Sur un terroir à majorité composé de graves et de graves sableuses / argileuses, l'encépagement est composé à 47 % de cabernet sauvignon, 35 % de merlot, 10 % de cabernet franc et 8 % de petit verdot. L'âge moyen des vignes est de 30 ans.

## Vins

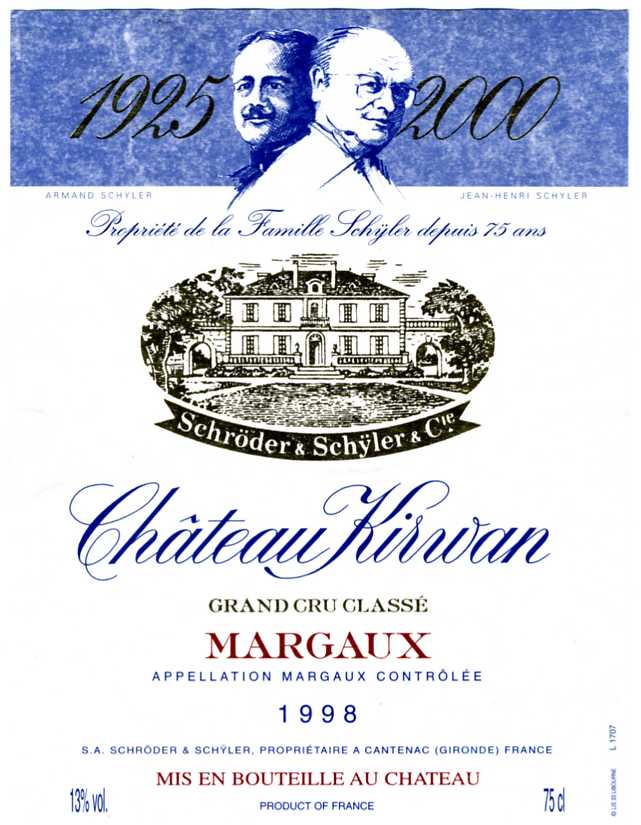
Kirwan 1998, étiquette anniversaire.

La propriété produit deux vins rouges : « Château Kirwan », le grand cru classé provenant des vignes les plus âgées, et un second vin, « Charmes de Kirwan », provenant généralement de vignes plus jeunes.
La vendange est faite à la main, les fermentations alcooliques et malolactiques, quant à elles, se font en cuve béton thermorégulées en forme de tulipe. Enfin, le temps d'élevage en fût de chêne varie de 18 à 21 mois pour Château Kirwan et dure environ 15 mois pour Charmes de Kirwan. Chacun des vins est composé des mêmes quatre cépages produits au sein de la propriété; le pourcentage de chacun varie d'un millésime à l'autre. L'œnologue Michel Rolland a suivi cette propriété pendant pratiquement 10 ans. Aujourd'hui c'est Eric Boissenot qui prodigue ses conseils sur l'élaboration des vins de Kirwan.

## Œnotourisme
Le domaine propose des visites avec dégustation, des ateliers culinaires, la création d'un parfum d'après les arômes émanant de la dégustation des vins du Château Kirwan, ainsi que la possibilité d'y organiser déjeuner ou dîner.